# Tissot
För andra betydelser, se Tissot (olika betydelser).

Tissot logo.

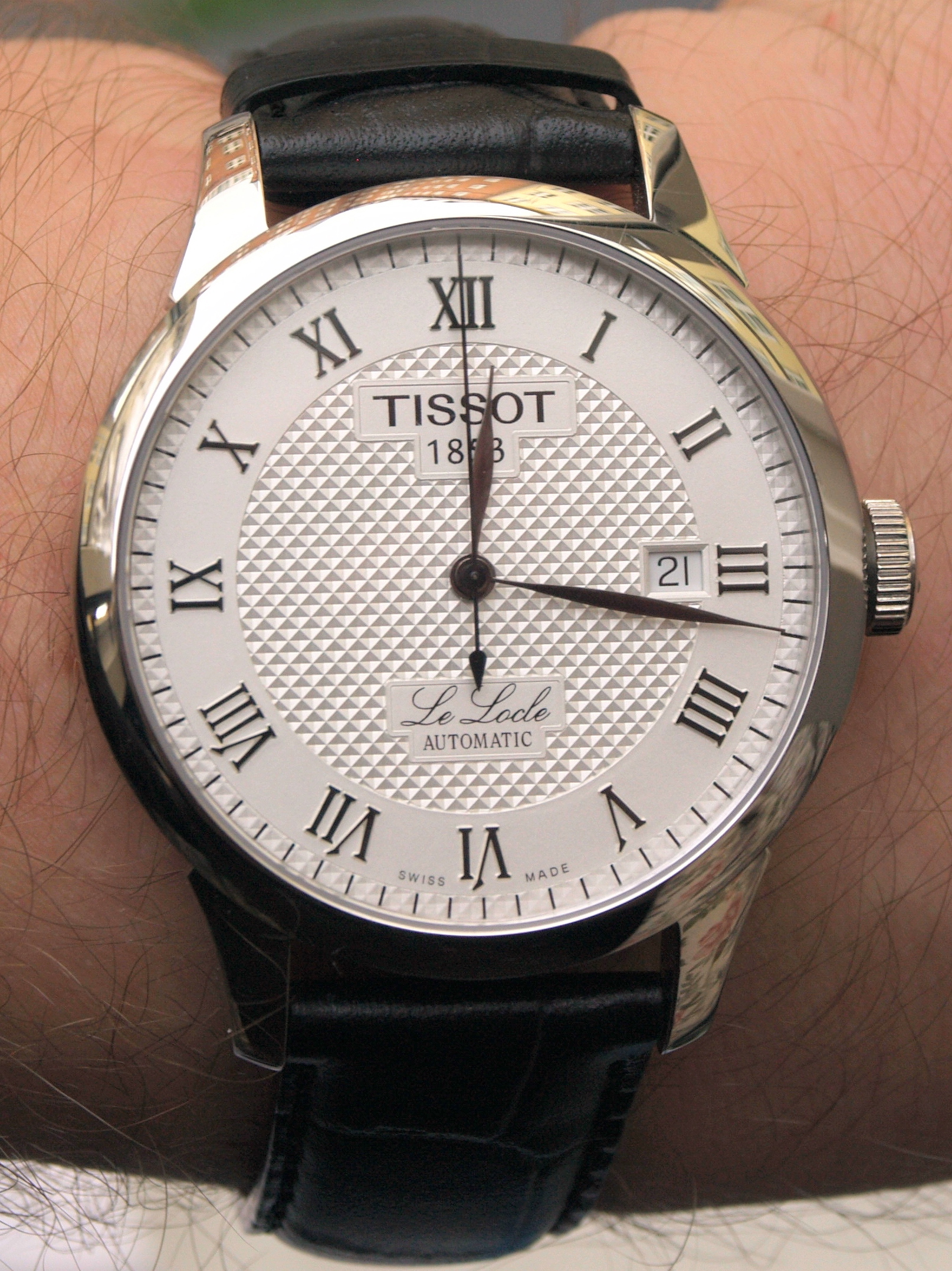
Tissot Le Locle

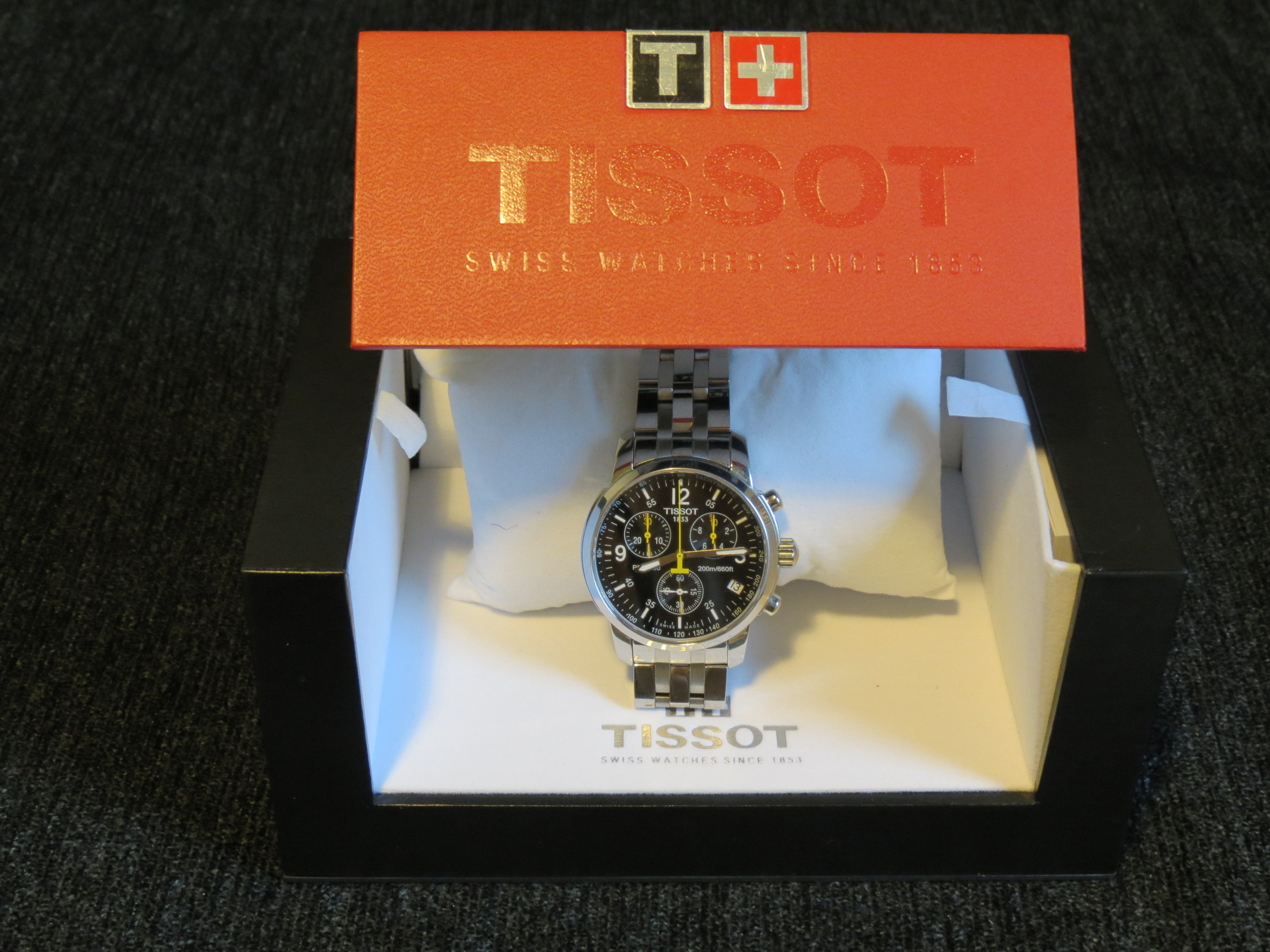
Tissot PRC 200 (T17.1.586.52) watch

Tissot är en klocktillverkare som grundades år 1853 i staden Le Locle i Schweiz av Charles-Felicien Tissot och hans son Charles-Emile Tissot. Tissot har sedan 1850-talet arbetat aktivt för att förena banbrytande tekniska lösningar med traditionell Schweizisk urmakartradition.
Tissot är officiell tidtagare för NBA, FIBA, Tour de France, Giro d'Italia, La Vuelta, UCI, MOTOGP, FIM Superbike, EPCR, Guiness Six Nations, TOP14, IIHF Ice Hockey, Swiss Ice Hockey Federation och Asian Games.
Sedan 1985 är Tissot en del av The Swatch Group, världens största producent och distributör av klockor.

## Utmärkelser
Tävlingen Concours International de Chronométrie är enligt arrangörerna urmakarnas motsvarighet till bilsportens Formel 1 och där klockor i tre olika klasser testas i fyra månader efter standarden ISO 3159. Där utsätts klockorna för såväl omild fysisk behandling som mycket starka magnetfält. Resultaten för varje delmoment förs in i tabeller som presenteras för juryn. Där är de testade uren anonyma för att de som bedömer kvalitén inte ska veta vilka ur som avses. I 2015 års tävling hade 28 klockor kvalificerat sig för slutomgången där de fick en poängsumma mellan 0 och 1 000 utifrån testprotokollen.
Högsta poängsumman som uppnåddes var 908. Den gick till Tissot A86.501 som med det vann klassen Classique. 
Klassen Chronographe vanns av Tissot C01.211 med 572 tävlingspoäng av de 1000 möjliga.
Den tredje klassen Tourbillon vanns av Verlator från den schweiziska tillverkaren Lous Moinet. Poängsumman för den blev 682.

## Galleri

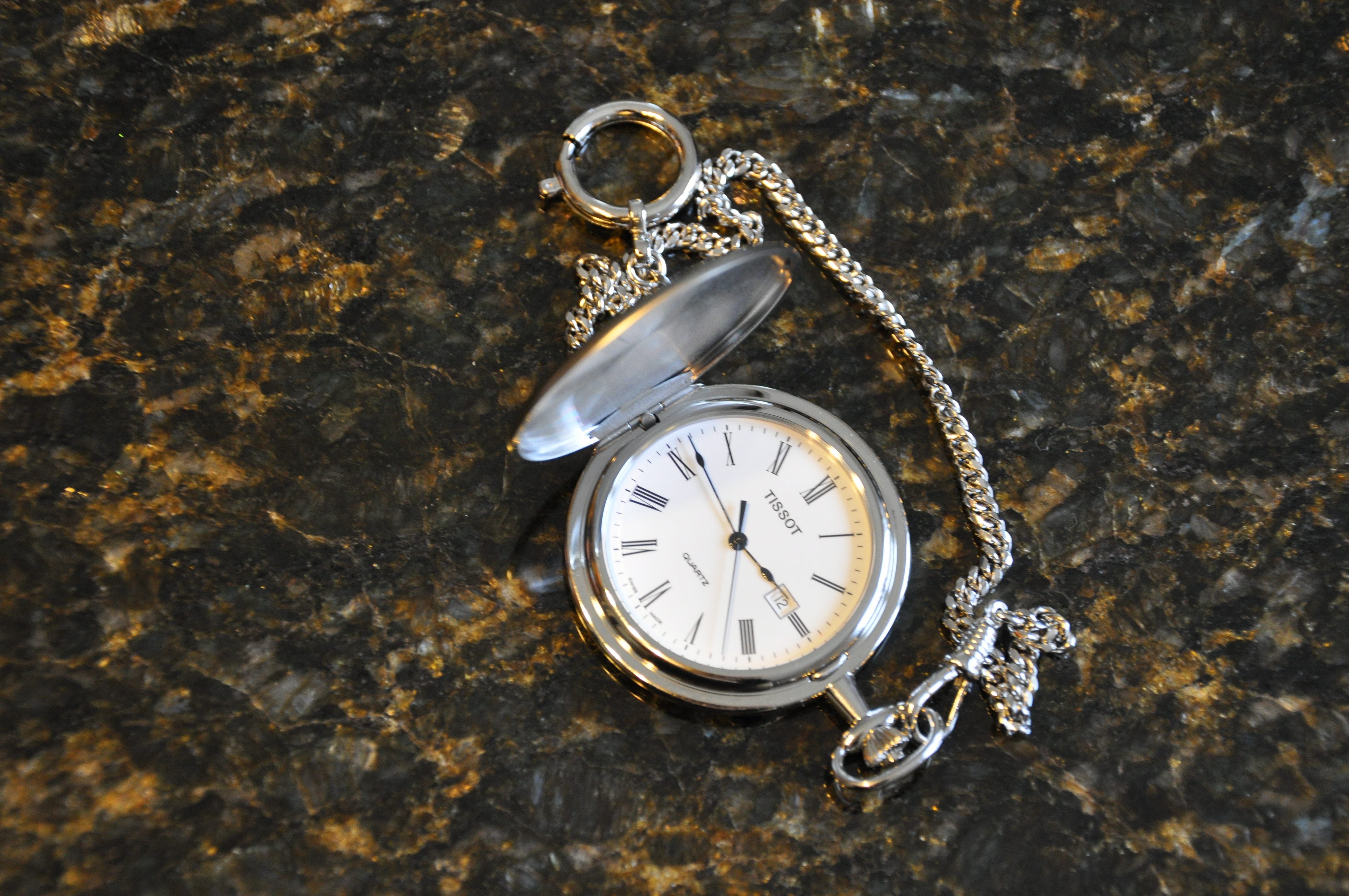
Tissot fickur.
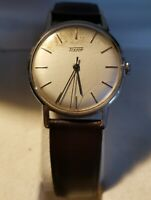
Tissot 1958 med automatisk uppdragning.
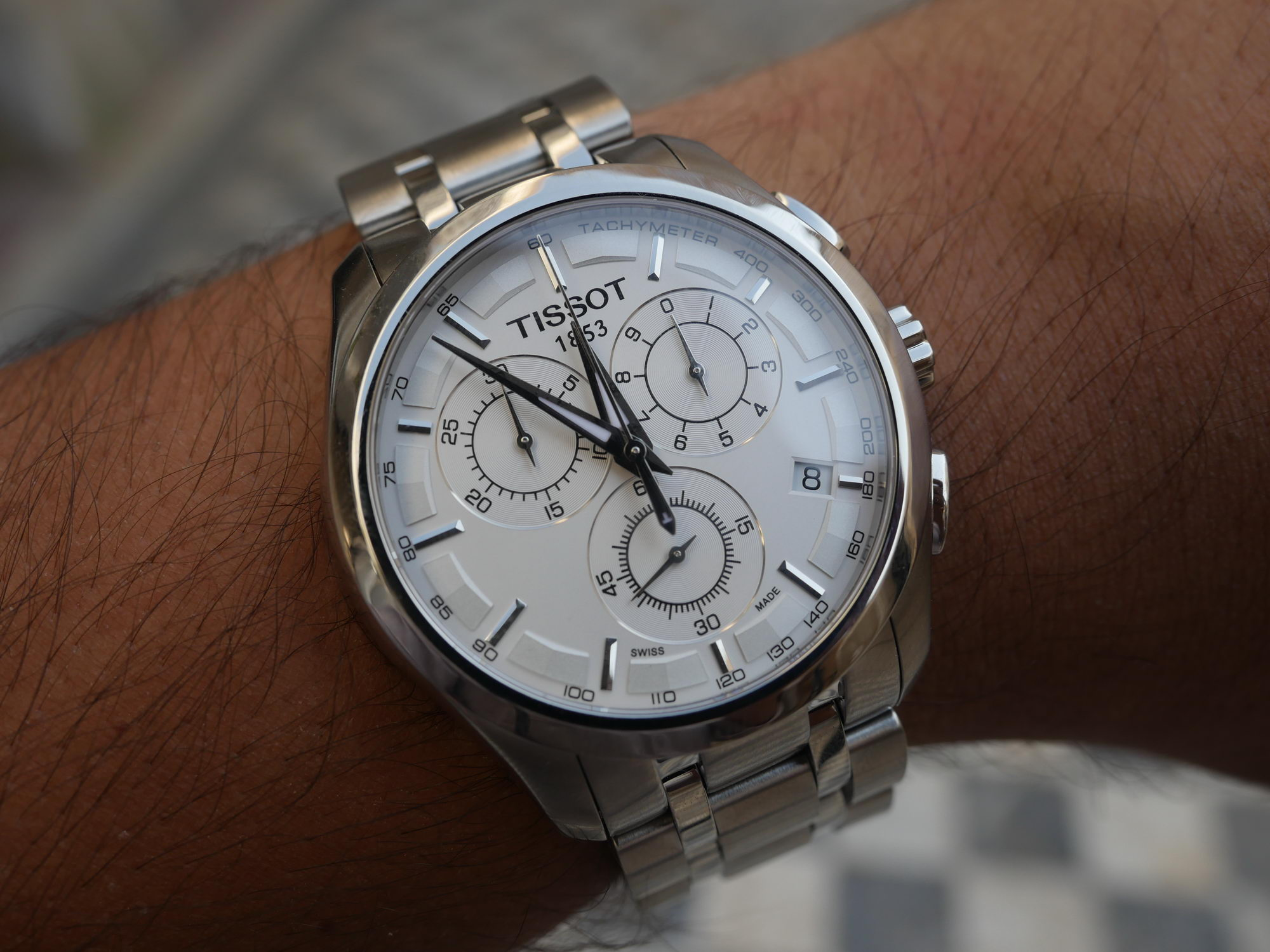
Tissot Couturier.
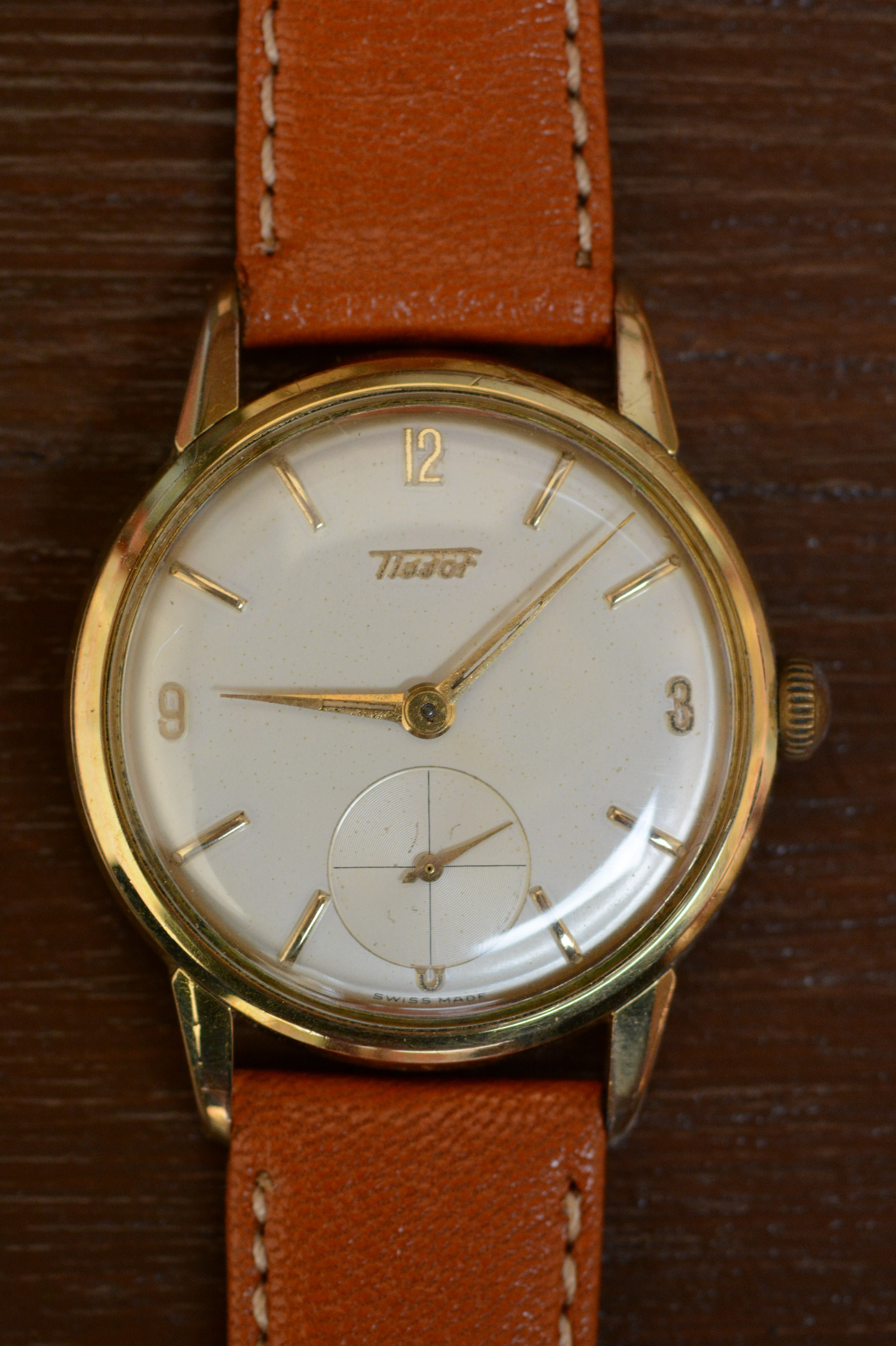
Tissot 1958.
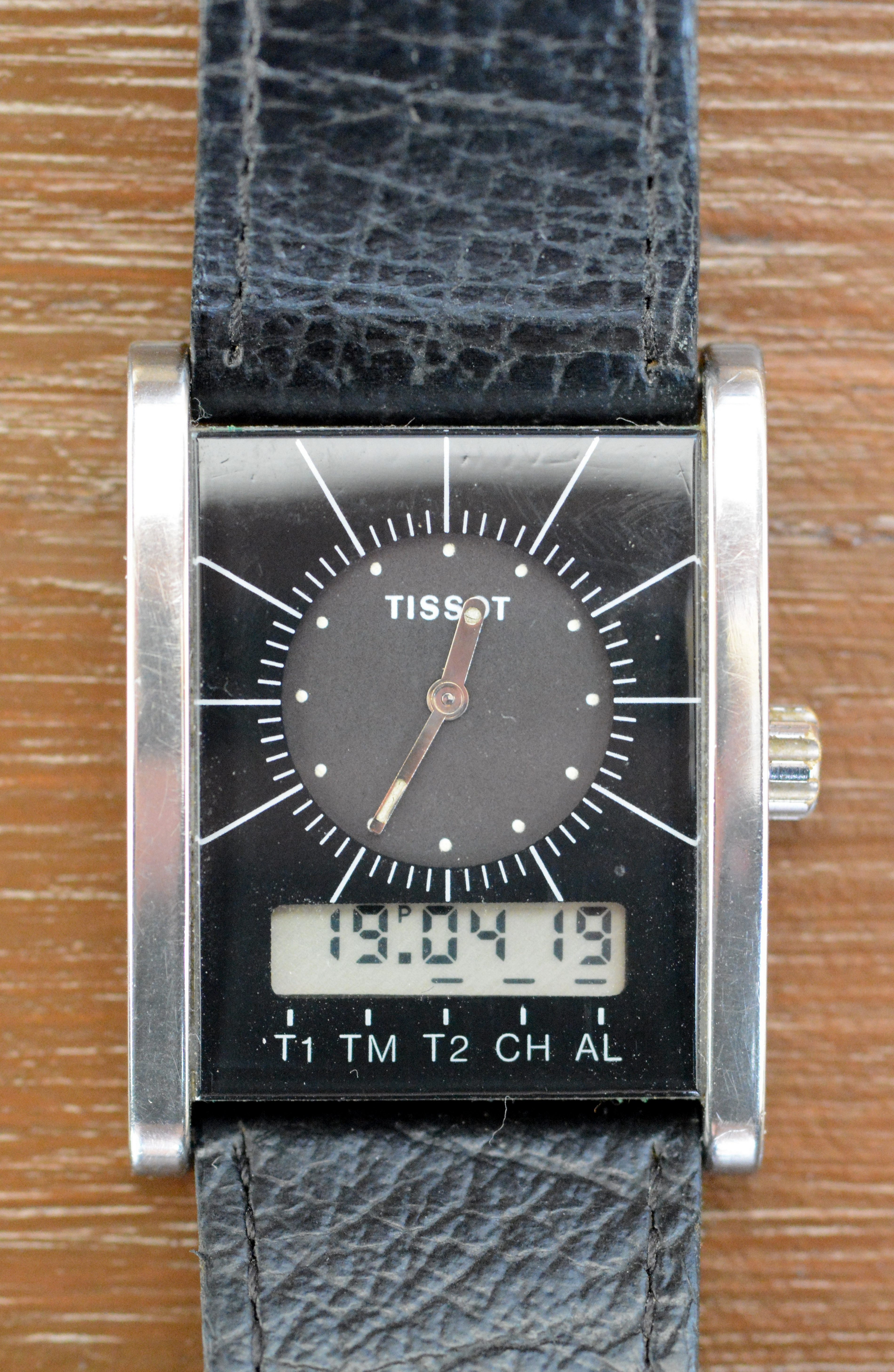
Tissot Twotimer 1990.
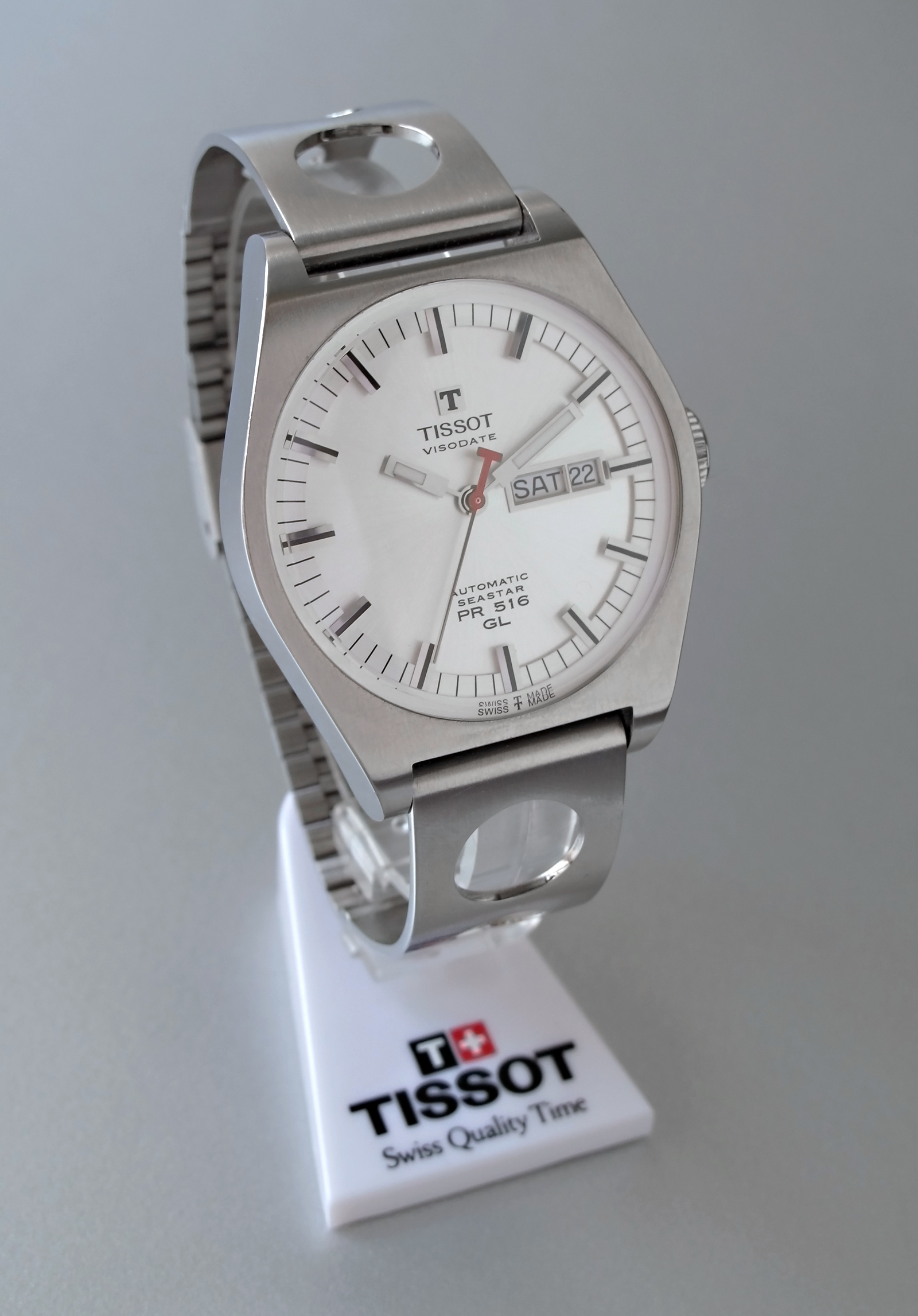
Tissot Seastar Visodate PR 516.

## Klockor
- Racing Touch
- Sailing T-Touch
- SeaTouch
- T-Touch Expert
- T-Touch
- T-Touch II
- T-Race MotoGP
- T-Race
- T-Navigator 3000
- T-Sport
- T-One
- Quadrato
- TXL & TXS
- PRS 516
- PRS 200
- PRC 200 Chronograph
- PRC 200
- PRC 100
- PR 100
- PR 50
- Bascule
- Six-T
- T-Wave
- Ice-T
- Equi-T
- Diver Seastar Automatic 1000
- Seastar 660
- Seastar 7
- Seastar 2
- Bellflhour
- Flower Power
- V8
- Cocktail
- Le Locle
- Heritage
- T-Lord
- LOVE T-TOUCH
- Stylist BB
- High-T
- Visodate